# Harry Potter e il prigioniero di Azkaban (colonna sonora)
Harry Potter e il prigioniero di Azkaban (Harry Potter and the Prisoner of Azkaban: Original Motion Picture Soundtrack) è la colonna sonora dell'omonimo film diretto da Alfonso Cuarón, uscito nelle sale nel 2004.
Questo è il terzo capitolo della saga musicato dal compositore statunitense John Williams.
L'album è stato candidato al Premio Oscar e ai Grammy Awards come miglior colonna sonora.

## Tracce
1. Lumos! – 1:38
2. Aunt Marge's Waltz – 2:15
3. The Knight Bus – 2:52
4. Apparition on the train – 2:15
5. Double Trouble – 1:37
6. Buckbeak's Flight – 2:08
7. A Window to the Past – 3:54
8. The Whomping Willow & The Snowball Fight – 2:22
9. Secrets of the Castle – 2:32
10. The Portrait Gallery – 2:05
11. Hagrid the Professor – 1:59
12. Monster, Books and Boggarts! – 2:26
13. Quidditch, Third year – 3:47
14. Lupin's Transformation & Chasing Scabbers – 3:01
15. The Patronus Light – 1:12
16. The Werewolf scene – 4:25
17. Saving Buckbeak – 6:39
18. Forward to Time Past – 2:33
19. The Dementors Converge – 3:12
20. Finale – 3:24
21. Mischief Managed! – 12:10

## Classifiche
| Classifica                   | Posizione |
| ---------------------------- | --------- |
| Stati Uniti                  | 61        |
| Stati Uniti (colonne sonore) | 3         |